# Kostel svatého Jana Křtitele (Svatojanský Újezd)
Kostel svatého Jana Křtitele je římskokatolický filiální kostel ve Svatojanském Újezdu. Je chráněn jako kulturní památka České republiky.

## Historie
Původní orientovaný dřevěný kostel vznikl ve 14. století v době Karla IV. a pražského arcibiskupa Arnošta z Pardubic a byl 12. září 1352 zasvěcen narození sv. Jana Křtitele. Stál na místě současného kostela.
Patronem kostela byl vlastník vsi Bořek z Poličan, který měl podací právo jak k tomuto kostelu, tak k filiálnímu kostelu v nedaleké Nové Vsi, dnešních Lázních Bělohradě. V roce 1691 nechal tehdejší majitel panství Berthold Vilém z Valdštejna kostel obložit zvenčí i zevnitř cihlami a kamenem a kostel omítnout. Kostel byl zakryt šindelem. Dřevěná konstrukce byla zachována až do 19. století. Protože hrozilo zřícení kostela, bohoslužby se v něm od roku 1883 nekonaly a byl zbourán.
Stavba současného kostela byla zahájena v roce 1887 a následující rok byl dostavěn a v neděli před svatým Havlem byl vysvěcen. Postaven byl nákladem cca 13 tisíc zlatých. Na stavbu přispěla i majitelka bělohradského velkostatku hraběnka Anna z Assenburgu, jejíž alianční rodové erby jsou nad portálem kostela.

## Architektura
Jednolodní orientovaný objekt neogotického slohu je vystavěn z pískovcových kvádrů z lomu ve Vojicích. Střecha byla podbitá prkny a původně pokrytá břidlicí. Loď je osvětlena dvěma okny v jižní a severní stěně a přechází v čtyřboké zaklenuté kněžiště, ke kterému je z jihu přistavěna čtyřboká sakristie se zvláštním vchodem. Ze sakristie je přístup na dřevěnou kazatelnu. Strop je dřevěný, plochý, položený na silných stropních trámech, střecha nad ním je sedlová.
Na západním průčelí vysoko ve štítě mírně vyčnívá konzolovitě vysazená vížka z pískovcových kvádrů sloužící jako zvonice zakončená křížem s rozvilinami. Přístup z lodi na kůr a k varhanám je po šestnáctistupňovém levotočivém schodišti, které dále vede do podkroví, kde je lanoví od zvonu a hodinový stroj. Celkem má schodiště 41 stupňů.
Nad portálem v cípech jsou pískovcové plastiky rodových erbů. Jižní erb s podsunutou berlou patří Josefu Janu Haisovi, tehdejšímu královéhradeckému biskupovi, který kostel světil. Severní cíp je alianční erb hraběcích rodů z Assenburgu a Kleistů.
Jižně od vstupu do kostela je ve zdi zasazena deska s vytesaným seznamem obětí 1. sv. války.

## Interiér
Vnitřní vybavení pochází z konce 19. století. V interiéru kostela je náhrobní kámen Jana Jiříka z Chodce z roku 1606.

## Bohoslužby
Bohoslužby se konají příležitostně.

## Galerie

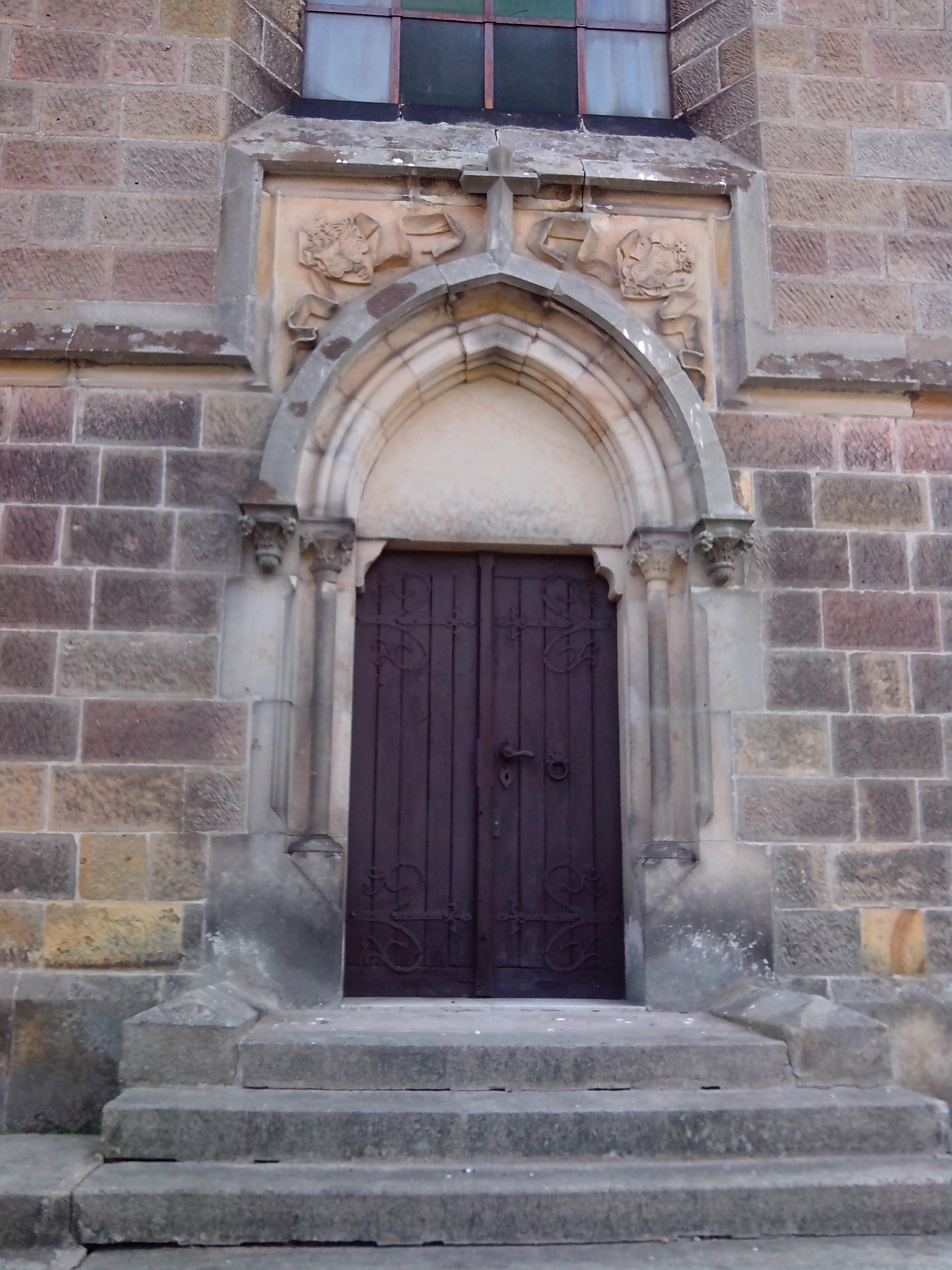
Portál